# Petros Moraites
Petros Moraites (em grego: Πέτρος Μωραΐτης; 1832, Tinos – 1905, Atenas) foi um fotógrafo grego.

## Biografia
Petros Moraites nasceu na vila de Mesi, em Tinos, em 1832. Iniciou sua carreira como pintor e, em 1855, participou da exposição Klassikí Kytía na Exposição Universal de Paris. Em 1859, começou a se interessar por fotografia, influenciado por Athanasios Kalfas, que havia se formado em Paris. No ano seguinte, estabeleceu seu próprio estúdio em Atenas e tornou-se fotógrafo oficial do rei Jorge I da Grécia e da rainha Olga.
Moraites expôs com frequência em eventos como as exposições de Olímpia e Viena, conquistando várias medalhas e recebendo grande reconhecimento da imprensa, devido à qualidade distinta de seu estilo. Em 1873, recebeu o prêmio "Progresso" na Exposição Universal de Viena. Ele é considerado um dos pioneiros da fotografia na Grécia, tendo trabalhado continuamente por mais de trinta anos.

## Galeria de Imagens

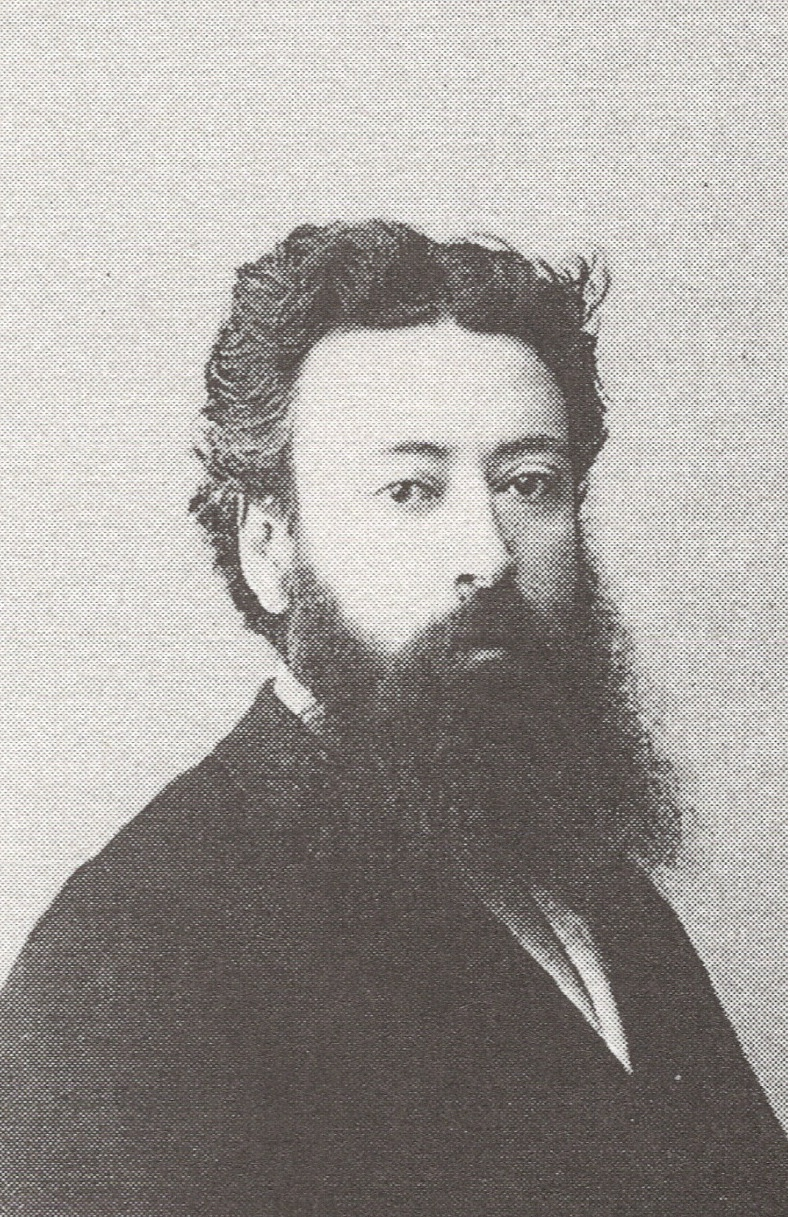
O matemático grego Johannes Hazzidakis.
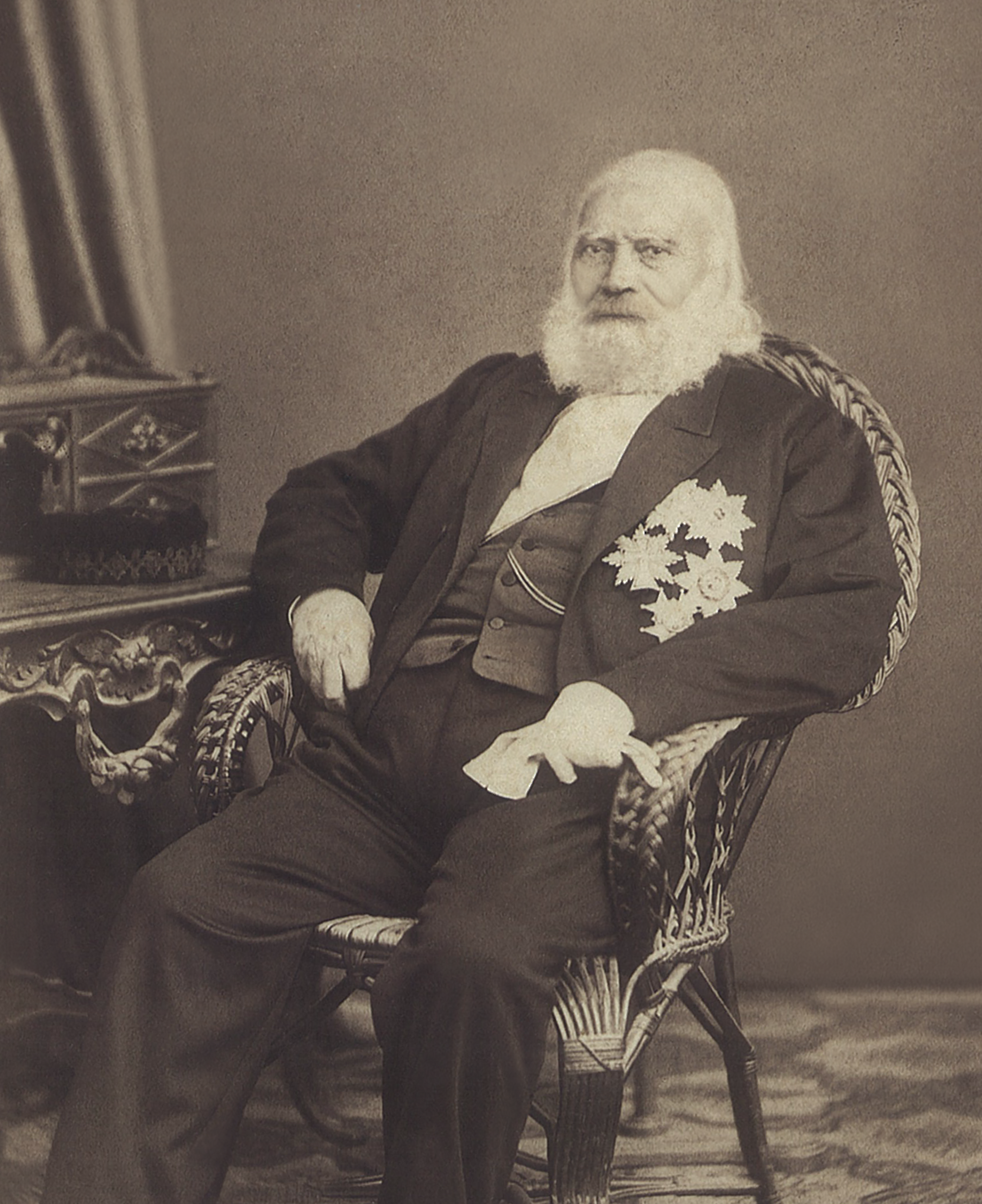
Konstantinos Kanaris.
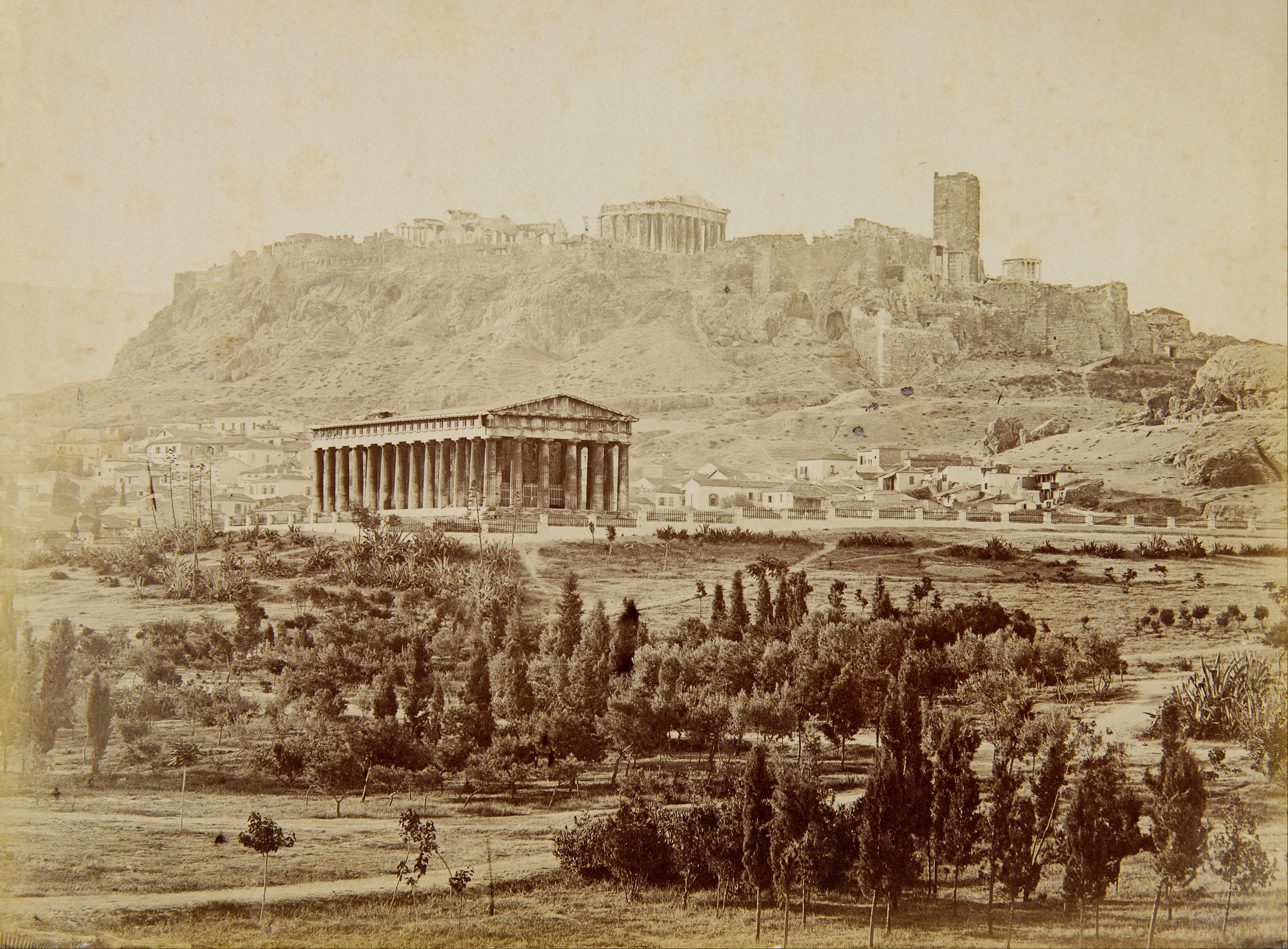
Vista do Templo de Hefesto com a Acrópole ao fundo, 1870.
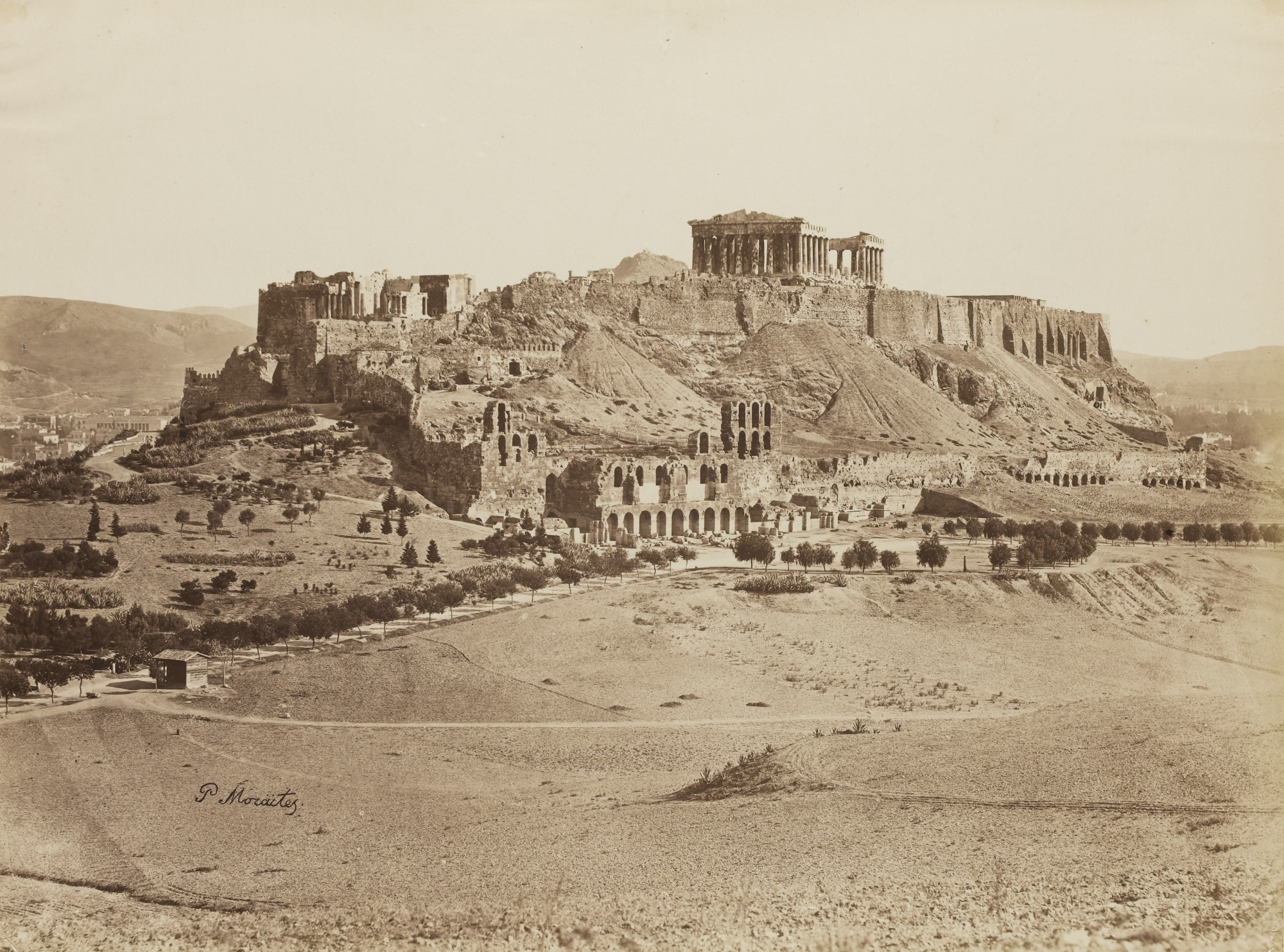
Vista de Atenas, 1870.
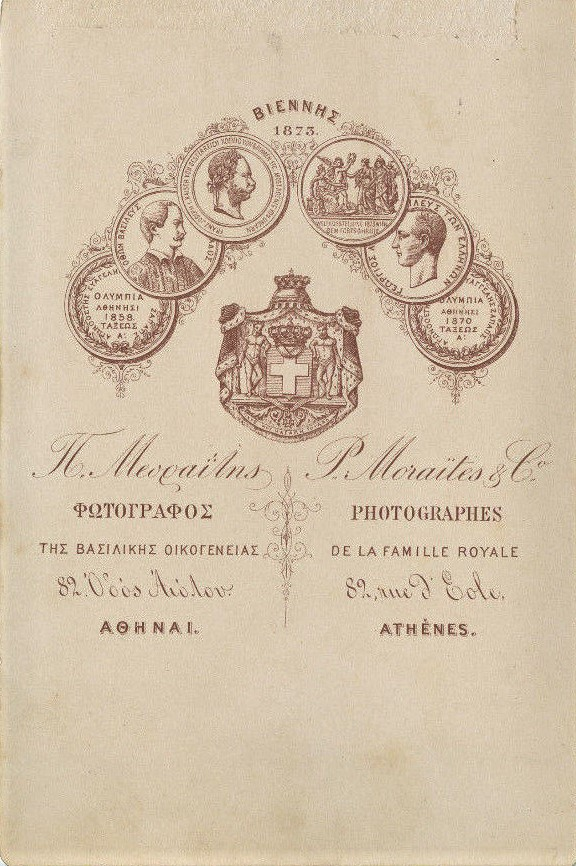
Cartão profissional de Moraitis.